# Championnats du monde de cyclisme sur piste 1984
Navigation
Zurich 1983 Bassano del Grappa 1985
Les championnats du monde de cyclisme sur piste 1984 ont eu lieu à Barcelone en Espagne en 1984. En raison des Jeux olympiques de Los Angeles, seules neuf épreuves sont au programme : 7 pour les hommes et 2 pour les femmes. 
Ces championnats du monde sont dominés par les pistards suisses et allemands, vainqueurs de 2 titres et de 4 médailles. 

## Résultats

### Hommes

#### Podiums professionnels
| Compétition            | Or                                | Argent                    | Bronze                             |
| ---------------------- | --------------------------------- | ------------------------- | ---------------------------------- |
| Keirin                 | Robert Dill-Bundi Suisse          | Ottavio Dazzan Italie     | Urs Freuler Suisse                 |
| Vitesse individuelle   | Kōichi Nakano Japon               | Ottavio Dazzan Italie     | Yavé Cahard France                 |
| Poursuite individuelle | Hans-Henrik Ørsted Danemark       | Anthony Doyle Royaume-Uni | Jean-Luc Vandenbroucke Belgique    |
| Course aux points      | Urs Freuler Suisse                | Gary Sutton Australie     | Henry Rinklin Allemagne de l'Ouest |
| Demi-fond              | Horst Schütz Allemagne de l'Ouest | Max Hürzeler Suisse       | Constant Tourné Belgique           |

#### Podiums amateurs
| Compétition | Or                                                  | Argent                               | Bronze                               |
| ----------- | --------------------------------------------------- | ------------------------------------ | ------------------------------------ |
| Demi-fond   | Jan de Nijs Pays-Bas                                | Roberto Dotti Italie                 | Ralf Stambula Allemagne de l'Ouest   |
| Tandem      | Allemagne de l'Ouest Franck Weber Hans-Jürgen Greil | France Philippe Vernet Franck Depine | Italie Vincenzo Cecci Gabriele Sella |

### Femmes
| Compétition            | Or                           | Argent                         | Bronze                    |
| ---------------------- | ---------------------------- | ------------------------------ | ------------------------- |
| Vitesse individuelle   | Connie Paraskevin États-Unis | Erika Salumäe Union soviétique | Zhou Suying Corée du Nord |
| Poursuite individuelle | Rebecca Twigg États-Unis     | Jeannie Longo France           | Rossella Galbiati Italie  |

## Tableau des médailles
| Rang | Nation               | Or | Argent | Bronze | Total |
| ---- | -------------------- | -- | ------ | ------ | ----- |
| 1    | Suisse               | 2  | 1      | 1      | 4     |
| 2    | Allemagne de l'Ouest | 2  | 0      | 2      | 4     |
| 3    | États-Unis           | 2  | 0      | 0      | 2     |
| 4    | Japon                | 1  | 0      | 0      | 1     |
| 4    | Danemark             | 1  | 0      | 0      | 1     |
| 4    | Pays-Bas             | 1  | 0      | 0      | 1     |
| 7    | Italie               | 0  | 3      | 2      | 5     |
| 8    | France               | 0  | 2      | 1      | 3     |
| 9    | Australie            | 0  | 1      | 0      | 1     |
| 9    | Royaume-Uni          | 0  | 1      | 0      | 1     |
| 9    | Union soviétique     | 0  | 1      | 0      | 1     |
| 12   | Belgique             | 0  | 0      | 2      | 2     |
| 13   | Corée du Nord        | 0  | 0      | 1      | 1     |
|      | TOTAL                | 9  | 9      | 9      | 27    |